# FC Ural Yekaterinburg
FC Ural Yekaterinburg (tiếng Nga: ФК Урал) là một câu lạc bộ bóng đá có trụ sở ở Yekaterinburg, Nga.Đang chơi ở giải ngoại hạng Nga.

## Tên của câu lạc bộ
- Uralmashstroy (1930—1932)
- Uralmashzavod (1933—1937)
- «Авангард» (1937—1957)
- «Машиностроитель» (1958—1959)
- «Уралмаш» (1960—2002)
- «Урал» (2003)

## Danh hiệu

### Vô Địch
- Giải hạng hai của Liên Xô / Giải Bóng đá Quốc gia Nga
  - Champions (2): 1990, 2012–13
- Russian Second Division
  - Champions (2): 2002, 2004
- Russian Cup
  - Runners-up (2): 2016–17, 2018–19

## Đội hình hiện tại
Tính đến 13 tháng 3 năm 2022
Ghi chú: Quốc kỳ chỉ đội tuyển quốc gia được xác định rõ trong điều lệ tư cách FIFA. Các cầu thủ có thể giữ hơn một quốc tịch ngoài FIFA.
| Số | VT | Quốc gia | Cầu thủ                             |
| -- | -- | -------- | ----------------------------------- |
| 1  | TM | Nga      | Ilya Pomazun (Mượn từ CSKA Moscow)  |
| 3  | HV | Nga      | Leo Goglichidze (Mượn từ Krasnodar) |
| 5  | TV | Nga      | Andrei Yegorychev                   |
| 6  | TV | Ba Lan   | Rafał Augustyniak                   |
| 7  | TV | Nga      | Aleksandr Yushin                    |
| 8  | TV | Nga      | Roman Yemelyanov                    |
| 9  | TĐ | Nga      | Mikhail Ageyev                      |
| 10 | TV | România  | Eric Bicfalvi                       |
| 11 | TV | Nga      | Ramazan Gadzhimuradov               |
| 13 | TM | Nga      | Dmitry Landakov                     |
| 14 | TV | Nga      | Yuri Zheleznov                      |
| 16 | TV | Nga      | Dmitry Makovsky                     |

| Số | VT | Quốc gia | Cầu thủ                 |
| -- | -- | -------- | ----------------------- |
| 19 | TV | Croatia  | Danijel Miškić          |
| 21 | TV | Nga      | Vyacheslav Podberyozkin |
| 24 | HV | Nga      | Kirill Kolesnichenko    |
| 25 | HV | Nga      | Ivan Kuzmichyov         |
| 27 | TV | Nga      | Oleg Shatov             |
| 29 | HV | Nga      | Artyom Mamin            |
| 30 | TV | Nga      | Aleksey Yevseyev        |
| 59 | TM | Nga      | Vladimir Panov          |
| 66 | HV | Serbia   | Dominik Dinga           |
| 93 | HV | Nga      | Aleksey Gerasimov       |
| 95 | HV | Nga      | Chingiz Magomadov       |

### Cho mượn
Ghi chú: Quốc kỳ chỉ đội tuyển quốc gia được xác định rõ trong điều lệ tư cách FIFA. Các cầu thủ có thể giữ hơn một quốc tịch ngoài FIFA.
| Số | VT | Quốc gia | Cầu thủ                                     |
| -- | -- | -------- | ------------------------------------------- |
| —  | TM | Nga      | Oleg Baklov (tại KAMAZ Naberezhnye Chelny)  |
| —  | TM | Nga      | Aleksei Mamin (at KAMAZ Naberezhnye Chelny) |
| —  | TM | Nga      | Vladislav Poletayev (at Tom Tomsk)          |
| —  | HV | Nga      | Nikita Chistyakov (at Akron Tolyatti)       |
| —  | HV | Nga      | Islamzhan Nasyrov (at Tyumen)               |
| —  | TV | Nga      | Yuri Bavin (at Rotor Volgograd)             |

| Số | VT | Quốc gia | Cầu thủ                                    |
| -- | -- | -------- | ------------------------------------------ |
| —  | TV | Nga      | Aleksandr Galimov (at SKA-Khabarovsk)      |
| —  | TV | Nga      | Artyom Shabolin (at Orenburg)              |
| —  | TĐ | Nga      | David Karayev (at SKA-Khabarovsk)          |
| —  | TĐ | Nga      | Artyom Maksimenko (at Baltika Kaliningrad) |
| —  | TĐ | Nga      | Andrei Panyukov (at Kyzylzhar)             |
| —  | TĐ | Nga      | Artyom Yusupov (at Volgar Astrakhan)       |

### Ban huấn luyện
| Chức vụ                 | Tên                 |
| ----------------------- | ------------------- |
| Huấn luyện viên Trưởng  | Игорь Шалимов       |
| Huấn luyện viên         | Владимир Калашников |
| Trợ lý Huấn luyện viên  | Евгений Аверьянов   |
| Trợ lý Huấn luyện viên  | Александр Шалагин   |
| huấn luyện viên thể lực | - Иван Йовановски   |
| huấn luyện viên thể lực | Павел Суетин        |
| huấn luyện viên thể lực | Константин Агапов   |

## Cựu cầu thủ nổi tiếng
| Nga / Liên Xô - Viktor Shishkin - Nikita Chernov - Yuri Matveyev - Roman Pavlyuchenko - Aleksandr Podshivalov - Aleksandr Ryazantsev - Oleg Shatov - Igor Smolnikov - Fyodor Smolov - Oleg Veretennikov - Artyom Yenin - Aleksandr Yerokhin - Anton Zabolotny - Denis Zubko Former USSR countries Armenia - Artak Aleksanyan - Edgar Manucharyan - Artur Sarkisov - Varazdat Haroyan Belarus - Andrey Chukhley - Alyaksandr Hrapkowski - Alyaksandr Martynovich - Nikolay Zolotov | - Aleh Shkabara - Yuri Zhevnov Estonia - Aleksandr Dmitrijev Georgia - Giorgi Chanturia Kazakhstan - Vitaliy Abramov - Sergei Anashkin - Renat Dubinskiy - Vitaliy Kafanov - Konstantin Ledovskikh - Aleksandr Sklyarov - Georgy Zhukov Lithuania - Arūnas Klimavičius - Robertas Poškus Moldova - Igor Bugaiov - Serghei Rogaciov Tajikistan - Vitaliy Levchenko - Igor Vityutnev - Anatoli Volovodenko - Shamsiddin Shanbiev Ukraine - Denys Kulakov - Oleksandr Pomazun - Dmytro Topchiev Uzbekistan | - Vladimir Radkevich - Yevgeni Safonov - Vladimir Shishelov Asia Israel - Toto Tamuz Europe Croatia - Danijel Miškić Hungary - Vladimir Koman Iceland - Sölvi Ottesen Netherlands - Othman El Kabir Norway - Stefan Strandberg Poland - Rafał Augustyniak - Michał Kucharczyk - Maciej Wilusz Romania - Eric Bicfalvi Serbia - Dominik Dinga Switzerland - Marco Aratore South America Chile - Gerson Acevedo Africa Cameroon - Petrus Boumal Zambia - Chisamba Lungu |

## Huấn luyện viên trưởng
- Pavel Gusev (2003–04)
- Aleksandr Pobegalov (2005–09)
- Vladimir Fedotov (2009–10)
- Boris Stukalov (2010)
- Dmitriy Ogai (2011)
- Yuri Matveyev (2011)
- Aleksandr Pobegalov (2012)
- Sergei Bulatov (2012)
- Pavel Gusev (2012–13)
- Oleg Vasilenko (2013)
- Aleksandr Tarkhanov (2013–15)
- Viktor Goncharenko (2015)
- Vadim Skripchenko (2015–2016)

## Đội hình phụ
Đội hình phụ của FC Ural Yekaterinburg (FC Ural Yekaterinburg 2) được thành lập vào năm 2015 tại Ural và Tây Siberia.. câu lạc bộ đang chơi ở Giải Bóng đá Ngoại hạng Nga
| Số              | Cầu Thủ                | Quốc Tịch            | CLB                | М (Г)    |         |         |
| Thủ môn         | Thủ môn                | Thủ môn              | Thủ môn            | Thủ môn  | Thủ môn | Thủ môn |
| --------------- | ---------------------- | -------------------- | ------------------ | -------- | ------- | ------- |
| 13              | Дмитрий Ландаков*      | Nga                  | Оренбург           | 20 (-28) |         |         |
| 59              | Владимир Панов**       | Nga                  | Học Viên           | 4 (-6)   |         |         |
| 62              | Давыд Алексеев         | Nga                  | Học Viên           | 16 (-23) |         |         |
| 69              | Степан Пермяков**      | Nga                  | Học Viên           | 0 (-0)   |         |         |
| Hậu vệ          |                        |                      |                    |          |         |         |
| 36              | Иван Любухин**         | Nga                  | Học Viên           | 3 (0)    |         |         |
| 42              | Егор Мосин             | Nga                  | Сатурн             | 7 (0)    |         |         |
| 49              | Кирилл Гуров           | Nga                  | Học Viên           | 11 (2)   |         |         |
| 50              | Влад Палажнов          | Nga                  | Дружба             | 12 (0)   |         |         |
| 73              | Сергей Алексеев        | Nga                  | Зенит (Иркутск)    | 16 (1)   |         |         |
| 81              | Илья Некрасов          | Nga                  | Học Viên           | 26 (0)   |         |         |
| 83              | Глеб Гейкин            | Nga                  | Học Viên           | 33 (2)   |         |         |
| 85              | Виктор Козырев         | Nga                  | Смоленск           | 9 (0)    |         |         |
| 88              | Артём Шмыков           | Nga                  | Иртыш              | 3 (0)    |         |         |
| 94              | Илья Быковский         | Nga                  | Арсенал            | 40 (1)   |         |         |
| Tiền vệ         |                        |                      |                    |          |         |         |
| 26              | Антон Чебыкин          | Nga                  | Học Viên           | 15 (1)   |         |         |
| 53              | Сурхайхан Абдуллаев**  | Nga                  | Học Viên           | 12 (0)   |         |         |
| 54              | Сергей Кротов          | Nga                  | Học Viên           | 6 (0)    |         |         |
| 67              | Павел Макаров          | Nga                  | ЦСКА               | 18 (1)   |         |         |
| 71              | Даниил Арсентьев       | Nga                  | Алмаз-Антей (СПб)  | 43 (15)  |         |         |
| 72              | Лев Толкачёв           | Nga                  | Học Viên           | 37 (5)   |         |         |
| 74              | Денис Новиков          | Nga                  | Học Viên           | 45 (7)   |         |         |
| 80              | Иван Галанин           | Bản mẫu:Флаг Украины | Локомотив (Москва) | 13 (1)   |         |         |
| 87              | Игорь Дружинин         | Nga                  | Зенит (Иркутск)    | 18 (1)   |         |         |
| 90              | Александр Щербаков     | Nga                  | Học Viên           | 54 (4)   |         |         |
| tiền đạo        |                        |                      |                    |          |         |         |
| 16              | Дмитрий Маковский      | Nga                  | Học Viên           | 23 (2)   |         |         |
| 91              | Григорий Малафеев**    | Nga                  | Học Viên           | 5 (0)    |         |         |
| 99              | Евгений Татаринов      | Nga                  | Học Viên           | 31 (9)   |         |         |
| Huấn luyện viên |                        |                      |                    |          |         |         |
|                 | Клюев Денис Викторович | Nga                  | Локомотив-Казанка  | Н/Д      |         |         |